# Holden (Utah)
Pour les articles homonymes, voir Holden.
La ville américaine de Holden est située dans le comté de Millard, dans l’Utah. Lors du recensement de 2000, sa population s’élevait à 400 habitants.

## Source
- (en) Cet article est partiellement ou en totalité issu de l’article de Wikipédia en anglais intitulé « Holden, Utah » (voir la liste des auteurs).